# Reparti dell'esercito continentale nel 1776

## Armata principale
- 1º Reggimento "Continentale" (precedentemente Reggimento fucilieri "Pennsylvania")
- 3º Reggimento "Continentale" (Massachusetts)
- 4º Reggimento "Continentale" (Massachusetts)
- 7º Reggimento "Continentale" (Massachusetts)
- 9º Reggimento "Continentale" (Rhode Island)
- 10º Reggimento "Continentale" (Connecticut)
- 11º Reggimento "Continentale" (Rhode Island)
- 12º Reggimento "Continentale" (Massachusetts)
- 13º Reggimento "Continentale" (Massachusetts)
- 14º Reggimento "Continentale" (Massachusetts, assegnato per poco tempo al dipartimento orientale)
- 16º Reggimento "Continentale" (Massachusetts, assegnato per poco tempo al dipartimento orientale)
- 17º Reggimento "Continentale" (Connecticut)
- 19º Reggimento "Continentale" (Connecticut)
- 20º Reggimento "Continentale" (Connecticut)
- 21º Reggimento "Continentale" (Massachusetts)
- 22º Reggimento "Continentale" (Connecticut)
- 23º Reggimento "Continentale" (Massachusetts)
- 26º Reggimento "Continentale" (Massachusetts)
- 27º Reggimento "Continentale" (Massachusetts, assegnato per poco tempo al dipartimento orientale)
- Reggimento di Lippitt (Rhode Island, inizialmente assegnato al dipartimento orientale)
- Reggimento di Ward (Connecticut, inizialmente assegnato al dipartimento orientale)
- 1º Reggimento "New York" (operativo dal 1775 al 1776)
- Reggimento fucilieri "Virginia e Maryland" (creato da tre compagnie indipendenti di fucilieri e sei nuove unità)
- 2º Battaglione "Pennsylvania" (rinominato 3º Reggimento "Pennsylvania" nel 1777)
- 3º Battaglione "Pennsylvania" (rinominato 4º Reggimento "Pennsylvania" nel 1777)
- 5º Battaglione "Pennsylvania" (rinominato 6º Reggimento "Pennsylvania" nel 1777)
- Reggimento fucilieri "Stato della Pennsylvania" (rinominato 13º Reggimento "Pennsylvania" nel 1777)
- Reggimento "Delaware"
- 1º Reggimento "Maryland"
- 2º Reggimento "Maryland"
- Compagnia indipendente "Westmoreland" (contea di Westmoreland, all'epoca nel Connecticut, assegnata al dipartimento centrale)
- Battaglione "German" (8º "Maryland", assegnato inizialmente al dipartimento centrale, quindi all'armata principale)
- Guardia del comandante in capo
- Reggimento artiglieria "Continentale" (Massachusetts e Rhode Island)
- Compagnia artiglieria "Continentale" del capitano Sebastian Bauman (successivamente 2º Reggimento artiglieria "Continentale")
- Compagnia artiglieria "Continentale" della Carolina del Nord
- 1º Reggimento dragoni leggeri "Continentale" (Virginia)

## Dipartimento canadese
Unità iniziali
- 1º Reggimento "Connecticut" (creato dagli sbandati del 4º e del 5º Reggimento "Connecticut")
- 4º Reggimento "New York" (inserito nel 1º Reggimento "New York" nel 1777)
- Reggimento di Van Schaick (conosciuto anche come 2º Reggimento "New York" nel 1775, rinominato 1º Reggimento "New York" nel 1777)
- 1º Reggimento "Canadese"
- 2º Reggimento "Canadese"

Rinforzi dopo la morte di Montgomery
- Reggimento di Burrall (Connecticut)
- Reggimento di Porter (Massachusetts)
- Reggimento di Bedel (New Hampshire, catturato durante la battaglia di Cedars del maggio del 1776)

Rinforzi del generale Thompson
- 8º Reggimento "Continentale" (New Hampshire)
- 15º Reggimento "Continentale" (Massachusetts)
- 24º Reggimento "Continentale" (Massachusetts)
- 25º Reggimento "Continentale" (Massachusetts)

Rinforzi del generale Sullivan
- 2º Reggimento "Continentale" (creato dal 3º Reggimento "New Hampshire")
- 5º Reggimento "Continentale" (creato dal 1º Reggimento "New Hampshire")
- 2º Reggimento "New Jersey"
- 4º Battaglione "Pennsylvania" (rinominato 5º Reggimento "Pennsylvania" nel 1777)
- 6º Battaglione "Pennsylvania" (rinominato 7º Reggimento "Pennsylvania" nel 1777)

Altre unità
- Reggimento di Dubois (rinominato 3º Reggimento "New York" nel 1777)
- Reggimento di Nicholson (New York, sciolto il 31 dicembre 1776)
- Reggimento di Warner (rinforzato con gli uomini del Reggimento fanteria Green Mountain Boys, Vermont)

## Dipartimento settentrionale
- 1º Reggimento "New Jersey" (assegnato a vari dipartimenti nel 1776)
- 3º Reggimento "New Jersey" (assegnato a vari dipartimenti nel 1776)
- 2º Reggimento "New York" (conosciuto come 3º Reggimento "New York" nel 1775, quindi 4º Reggimento "New York" nel 1777)
- 3º Reggimento "New York" (conosciuto come 4º Reggimento "New York" nel 1775, quindi 2º Reggimento "New York" nel 1777)
- Reggimento di Elmore (Connecticut)
- 1º Battaglione "Pennsylvania" (rinominato 2º Reggimento "Pennsylvania" nel 1777 ed assegnato all'armata principale)
- Battaglione di Mackay (rinominato 8º Reggimento "Pennsylvania" nel 1777 ed assegnato all'armata principale)
- Distaccamento artiglieria di Isaiah Wool (New York)
- Compagnia artiglieria "Continentale" del capitano Bernard Romans

## Dipartimento orientale
- 6º Reggimento "Continentale" (Massachusetts, assegnato al dipartimento settentrionale l'8 agosto 1776)
- 18º Reggimento "Continentale" (Massachusetts, assegnato al dipartimento settentrionale il 3 agosto 1776)
- Reggimento di Long (Massachusetts)
- Reggimento di Richmond (Rhode Island)

## Dipartimento meridionale
- 1º Reggimento "Virginia" (assegnato all'armata principale nel luglio del 1776)
- 2º Reggimento "Virginia"
- 3º Reggimento "Virginia" (assegnato all'armata principale nel luglio del 1776)
- 4º Reggimento "Virginia" (assegnato all'armata principale nel settembre del 1776)
- 5º Reggimento "Virginia" (assegnato all'armata principale nel settembre del 1776)
- 6º Reggimento "Virginia" (assegnato all'armata principale nel settembre del 1776)
- 7º Reggimento "Virginia"
- 8º Reggimento "Virginia"
- 9º Reggimento "Virginia"
- 1º Reggimento "Carolina del Nord"
- 2º Reggimento "Carolina del Nord"
- 3º Reggimento "Carolina del Nord"
- 4º Reggimento "Carolina del Nord"
- 5º Reggimento "Carolina del Nord"
- 6º Reggimento "Carolina del Nord"
- 1º Reggimento "Carolina del Sud"
- 2º Reggimento "Carolina del Sud"
- 3º Reggimento "Carolina del Sud"
- 4º Reggimento "Carolina del Sud"
- 5º Reggimento "Carolina del Sud"
- 6º Reggimento "Carolina del Sud"
- 1º Reggimento "Georgia"
- Reggimento esploratori a cavallo "Georgia"
- Corpo dragoni leggeri della Carolina del Nord